# Hellouw
Hellouw est un village néerlandais de la commune de West Betuwe, situé dans la province du Gueldre.

## Géographie
Hellouw est situé sur la rive droite du Waal, dans la partie orientale de la région de Vijfheerenlanden, entre Herwijnen et Haaften.

## Histoire
En 1840, Hellouw appartenait à la commune de Haaften et comptait 90 maisons et 560 habitants. Depuis le 1er janvier 1978 Hellouw a fusionné dans la commune de Neerijnen.

## Référence
1. ↑  Alphabetisch register van alle bewoonde oorden des Rijks, Departement van Oorlog, Éd. Erven Doorman, 's-Gravenhage, 1850